# Rhadinopsylla multidenticulata
Rhadinopsylla multidenticulata är en loppart som beskrevs av Morlan et Prince 1954. Rhadinopsylla multidenticulata ingår i släktet Rhadinopsylla och familjen mullvadsloppor. Inga underarter finns listade i Catalogue of Life.